# Gouise
Gouise település Franciaországban, Allier megyében. Lakosainak száma 220 fő (2022. január 1.). Gouise Bessay-sur-Allier, Neuilly-le-Réal, Saint-Gérand-de-Vaux, Saint-Voir és Treteau községekkel határos.

## Népesség
A település népességének változása:
| Lakosok száma | 291  | 193  | 220  | 216  | 237  | 226  | 219  | 219  | 219  | 220  |
|               | 1968 | 1982 | 1990 | 2006 | 2013 | 2015 | 2017 | 2019 | 2020 | 2022 |